# 湯川浩司
湯川 浩司（ゆかわ こうじ、1979年9月21日 - ）は、大阪府松原市出身のボートレーサー 。大阪支部所属、登録第4044号。血液型はA型。
大阪府出身ではあるが江戸川水面が得意なことからついたあだ名は「江戸川浩司」。
現在は大阪支部支部長を務めている。

## 来歴
大阪府松原市出身。大阪府立羽曳野高等学校を卒業後、第85期で本栖研修所に入所。卒業後は1999年11月14日、地元住之江競艇場で開催された一般競走第1レースでデビューして初勝利。2002年2月には多摩川競艇場で初優勝を挙げる。
その後は同期の田村隆信、井口佳典、森高一真らとともに「銀河系軍団」と呼ばれ注目されるようになり、2005年11月には下関競艇場の競帝王決定戦でGI初優勝、さらには年間最多勝のタイトルを獲得。翌2006年の総理大臣杯競走では1号艇でのSG初優出を果たした。しかし、このレースではスタートで後手を踏み大敗、しかも女子レーサーのSG優出として注目を集めた横西奏恵に突進を仕掛けたことで非難を浴びた。
2007年6月には江戸川競艇場で2度目となるGI制覇、その直後のグランドチャンピオン決定戦競走では1コースから堂々と押し切り、SG初制覇を達成。85期では田村に次ぐ2人目となった。11月には競艇王チャレンジカップ競走においても1コースから難なく押し切り、年間SG2勝の快挙を達成した。その年の賞金王決定戦競走に初出場。
2008年のグランドチャンピオン決定戦競走の福岡・芦屋大会では同大会で史上初めての連覇を達成。

## 獲得タイトル

### SG
- 2007年07月01日（戸田）　【第17回 グランドチャンピオン決定戦】
- 2007年11月25日（浜名湖）【第10回 競艇王チャレンジカップ】
- 2008年06月29日（芦屋）　【第18回 グランドチャンピオン決定戦】
- 2010年06月27日（大村）　【第20回 グランドチャンピオン決定戦】

### GI
- 2005年12月06日（下関）　【開設51周年記念 競帝王決定戦】
- 2007年06月13日（江戸川）【52周年記念 江戸川大賞】
- 2008年03月20日（平和島）【53周年記念 トーキョー・ベイ・カップ】
- 2009年07月07日（江戸川）【54周年記念 江戸川大賞】
- 2009年12月08日（江戸川）【ダイヤモンドカップ】
- 2010年07月28日（多摩川）【56周年記念 ウェイキーカップ競走】
- 2011年06月07日（戸田）　【東日本大震災 被災地支援競走 戸田ダイヤモンドカップ】
- 2012年02月19日（住之江）【55周年記念 太閤賞】
- 2013年10月10日（住之江）【高松宮記念特別競走】
- 2016年10月20日（びわこ）【64周年記念　びわこ大賞】
- 2017年06月06日（若松）　【65周年記念　読売新聞社杯全日本覇者決定戦】
- 2020年04月19日（蒲郡）　【65周年記念　オールジャパン竹島特別】
- 2024年03月04日（江戸川）【68周年記念　江戸川大賞】

### GⅡ
- 2015年03月31日（徳山）　【モーターボート大賞】
- 2020年03月15日（びわこ）【第63回秩父宮妃記念杯】
- 2024年01月20日（江戸川）【江戸川634杯 モーターボート大賞】

## 人物
- 師匠は小島幸弘、ペラグループの先輩に田中信一郎がいる。湯川は田中のことを非常に慕っており、また田中も湯川の活躍について「いい刺激になる」と話すなど、非常に仲が良い。
- 2006年に結婚、2007年競艇王チャレンジカップの直前に第一子が誕生した。第一子誕生の直後にSG制覇を達成し話題となった。
- 2020年には『ボートの時間!』（サンテレビ）の企画で自宅を公開。ビリヤード台やダーツマシン、スパイダーマンの実物大フィギュアなどが置かれたリビングでハイボールを飲む様子がオンエアされた[4]。

## 戦績
- 出走回数：5920回
- 1着回数：1644回
- 優出回数：253回
- 優勝回数：61回
- SG優勝回数：4回
- SG優出回数：21回
- SG出走回数：909回
- G1優勝回数：13回
- G1優出回数：63回
- G1出走回数：2012回
- フライング(F)回数：20回
- 出遅れ(L)回数：1回
- 通算勝率：7.17
- 2連対率：49.98
- 3連対率：67.70
- 生涯獲得賞金：1,447,330,472円